# Anja Breien
Anja Breien (Oslo, 12 de julio de 1940) es una directora de cine y guionista noruega. Considerada una de las máximas exponentes del cine noruego y una de las caras más reconocidas entre las directoras de cine de su país, el trabajo de Breien explora cuestiones sociales y políticas, en particular los derechos de las mujeres en el contexto de la sociedad noruega.

## Carrera
Después de completar sus estudios en francés en la Universidad de Oslo, Breien se graduó en la escuela de cine francesa Institut des hautes études cinématographiques (IDHEC) en 1964. Comenzó a trabajar en cine como supervisora de guion en la película Nils R. Müller Det store varpet  en 1961. También trabajó como asistente de dirección en Hambre (Sult) (1966), dirigida por Henning Carlsen y basada en la novela de Knut Hamsun.
El primer trabajo de Breien como directora y guionista fue un corto de 1967 titulado Growing Up, seguido del documental 17. Mai – En film om ritualer (1969), una mirada satírica a la celebración del Día Nacional de Noruega. Su primer largometraje fue Voldtekt en 1971, alabado por la crítica, aunque también provocó un debate debido a sus críticas al sistema de justicia penal noruego.
Posteriormente, Breien escribió y dirigió (Esposas) Hustruer (1975), que se convirtió en un éxito de taquilla y recibió elogios de la crítica en todo Escandinavia. Wives se inspiró como una respuesta feminista a la cinta Maridos de John Cassavetes (1972), y narró la historia de tres mujeres de treinta y tantos que abandonan temporalmente sus responsabilidades domésticas por un día de libertad. Breien escribió y dirigió dos secuelas, Esposas-Diez años después  (Hustruer 10 År Etter)]] (1985) y' 'Wives III' '(Hustruer 20 År Etter' ', 1996), con los mismos personajes diez y veinte años después.
En 1981 con Caza de brujas (Forfølgelsen), Breien volvió a criticar a la sociedad patriarcal de su país de origen a través de la historia de una mujer acusada de brujería en Noruega occidental de la década de 1630. Witch Hunt se inscribió en la competencia principal del Festival Internacional de Cine de Venecia de 1981.
Su film de 1979  Arven, también conocida como Heritage y The Inheritance, un drama sobre una familia noruega en conflicto por una herencia, fue nominada a la Palma de Oro en el Festival Internacional de Cine de Cannes de 1979; donde ganó el Premio del Jurado ecuménico.
Breien ha dirigido la mayoría de las películas producidas a partir de sus guiones, con la excepción de Second Sight (Trollsyn) de 1994, dirigida por Ola Solum. Además de su extenso trabajo en el cine de ficción, Breien ha seguido realizando documentales a lo largo de su carrera, muchos de los cuales se han proyectado internacionalmente. Su corto documental  Solvorn (1997), construido alrededor de una serie de fotografías tomadas por la abuela de Breien, proyectadas en el Festival Internacional de Cine de Berlín de 1998.

## Filmografía seleccionada
| Año  | Película                                         | Rol                 |
| ---- | ------------------------------------------------ | ------------------- |
| 1967 | Vokse opp (corto)                                | Guionista/Directora |
| 1969 | 17. Mai – En film om ritualer (corto documental) | Guionista/Directora |
| 1971 | Voldtekt                                         | Guionista/Directora |
| 1975 | Las esposas (Hustruer)                           | Guionista/Directora |
| 1977 | Den allvarsamma leken                            | Guionista/Directora |
| 1979 | Arven                                            | Guionista/Directora |
| 1981 | Forfølgelsen                                     | Guionista/Directora |
| 1984 | Papirfuglen                                      | Guionista/Directora |
| 1985 | Hustruer 10 År Etter                             | Guionista/Directora |
| 1990 | Smykketyven                                      | Guionista/Directora |
| 1994 | Trollsyn                                         | Guionista           |
| 1996 | Hustruer III                                     | Guionista/Directora |
| 1997 | Solvorn (corto documental)                       | Guionista/Directora |
| 2001 | Å se en båt med seil (corto)                     | Guionista/Directora |
| 2005 | Uten tittel                                      | Guionista/Directora |
| 2009 | Riss (corto documental)                          | Guionista/Directora |
| 2009 | Jezidi (Documental)                              | Guionista/Directora |
| 2012 | Fra tyggengummiens historie (Corto documental)   | Guionista/Directora |

## Premios y distinciones
Festival Internacional de Cine de Cannes
| Año  | Categoría                   | Película | Resultado |
| ---- | --------------------------- | -------- | --------- |
| 1979 | Premio del Jurado Ecuménico | Arven    | Ganadora  |